# Neacomys marci
Neacomys marci és una espècie de mamífer rosegador de la família dels cricètids. És endèmic del nord-oest de l'Equador, on viu a altituds d'entre 450 i 1.630 msnm. Els seus hàbitats naturals són els ecosistemes montans baixos i subtropicals del Chocó biogeogràfic. Es tracta d'un representant petit del gènere Neacomys, amb una llargada de cap a gropa de 65-85 mm, la cua d'un 69-126% la llargada de cap a gropa, el pelatge ventral de color camussa amb una base grisa i la gola blanca. Fou anomenat en honor del neerlandès Marc Hoogeslag, cofundador del Fons d'Adquisició de Terres de la Unió Internacional per a la Conservació de la Natura. Com que fou descoberta fa poc, l'estat de conservació d'aquesta espècie encara no ha estat avaluat formalment.